# 凤凰关水库
凤凰关水库是中国湖北省黄冈市罗田县境内的一座水库，建于1960年。水库正常库容为2300万立方米，集雨面积为40平方千米，海拔为177.3米。